# Plataci
Plataci är en ort och kommun i provinsen Cosenza i regionen Kalabrien i Italien. Kommunen hade 714 invånare (2018).